# NGC 7618
NGC 7618 (również PGC 71090 lub UGC 12516) – galaktyka eliptyczna (E), znajdująca się w gwiazdozbiorze Andromedy. Odkrył ją Édouard Jean-Marie Stephan 8 października 1879.